# Perewoloka
Perewoloka (ukrainisch Переволока; russisch Переволока, polnisch Przewłoka) ist ein Dorf in der ukrainischen Oblast Ternopil mit etwa 2300 Einwohnern (2001).

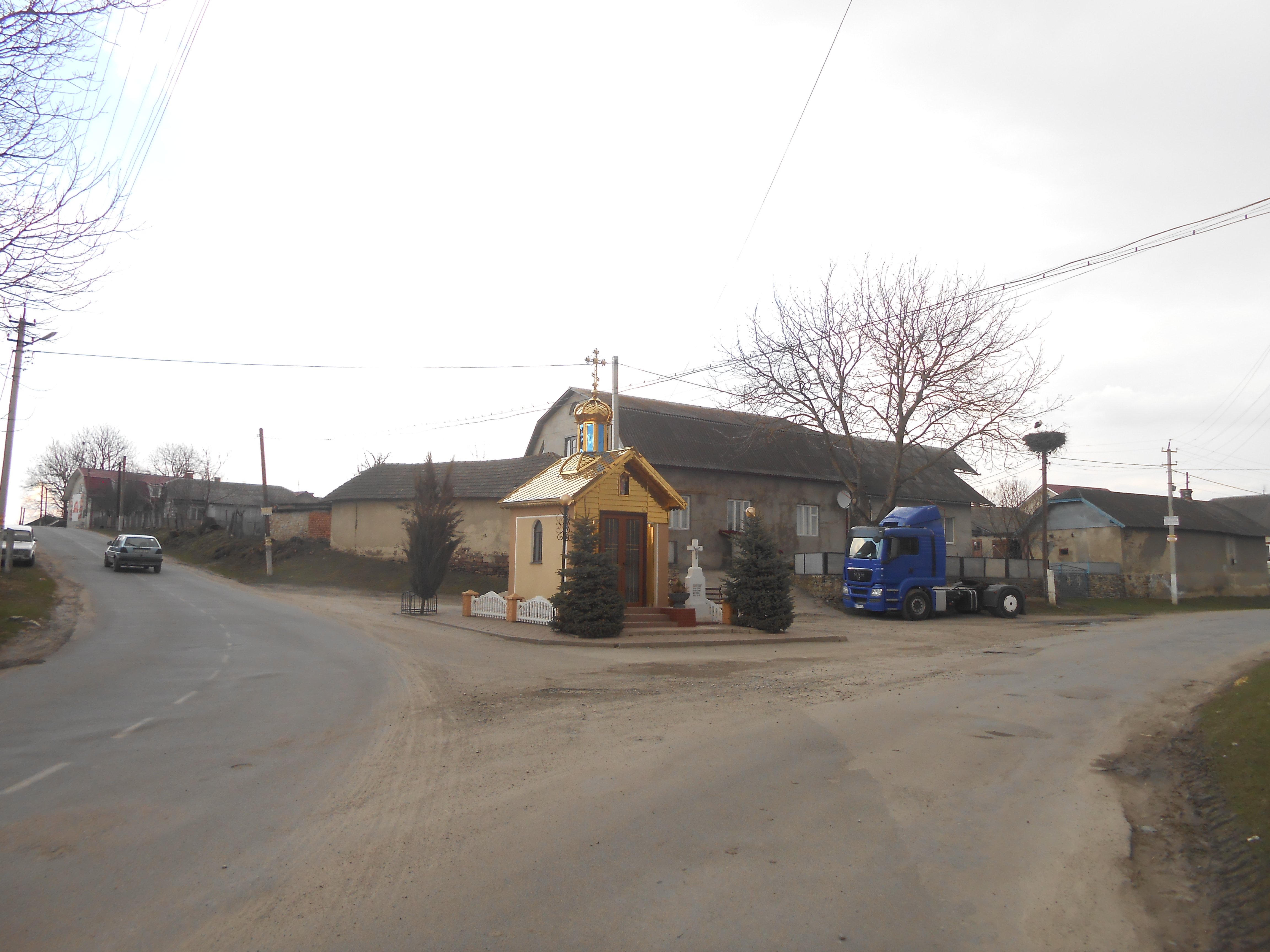
Blick in den Ort

Das erstmals 1467 schriftlich erwähnte Dorf ist das administrative Zentrum der gleichnamigen, 32,73 km² großen liegt auf einer Höhe von 293 m am Ufer der Strypa, einem 147 km langen, linken Nebenfluss des Dnister, 8 km nordwestlich vom ehemaligen Rajonzentrum Butschatsch und etwa 60 km südwestlich vom Oblastzentrum Ternopil.
Durch das Dorf verläuft die Territorialstraße T–20–06.
Am 12. Juni 2020 wurde das Dorf ein Teil der Stadtgemeinde Butschatsch im Rajon Butschatsch; bis dahin bildete es zusammen mit dem Dorf Kurdybaniwka (Курдибанівка) die Landratsgemeinde Perewoloka (Переволоцька сільська рада/Perewolozka silska rada) im Norden des Rajons Butschatsch.
Am 17. Juli 2020 wurde der Ort Teil des Rajons Tschortkiw.

## Geschichte

### Erster Weltkrieg
Während des Ersten Weltkriegs verlegten die österreichisch-ungarischen Landstreitkräfte eine militärische Feldbahn mit 700 mm Spurweite, errichteten Spitalbaracken und bestellten die Felder bei Perewoloka.

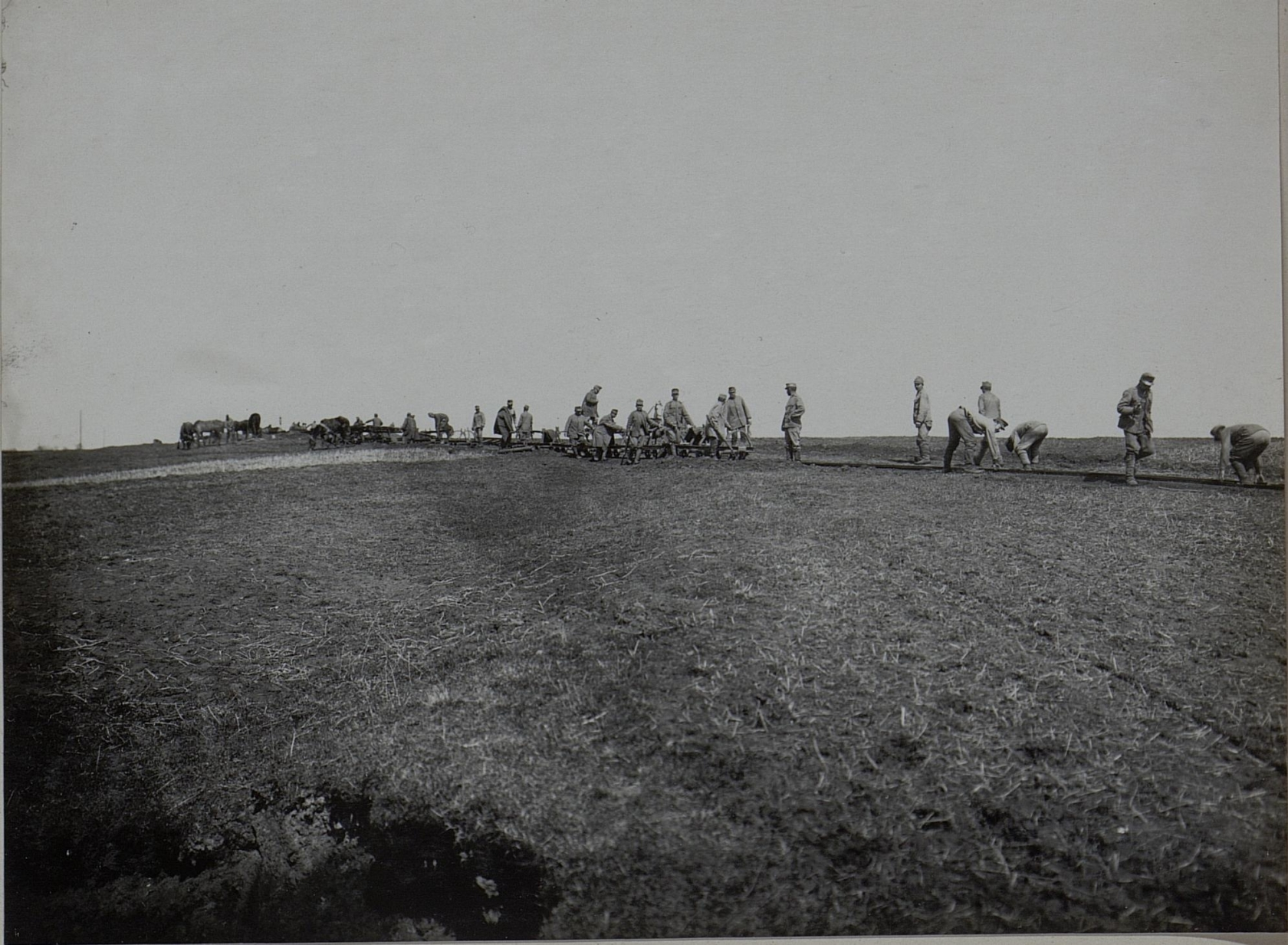
Bau einer Feldbahn, Arbeiterabteilung 17/2
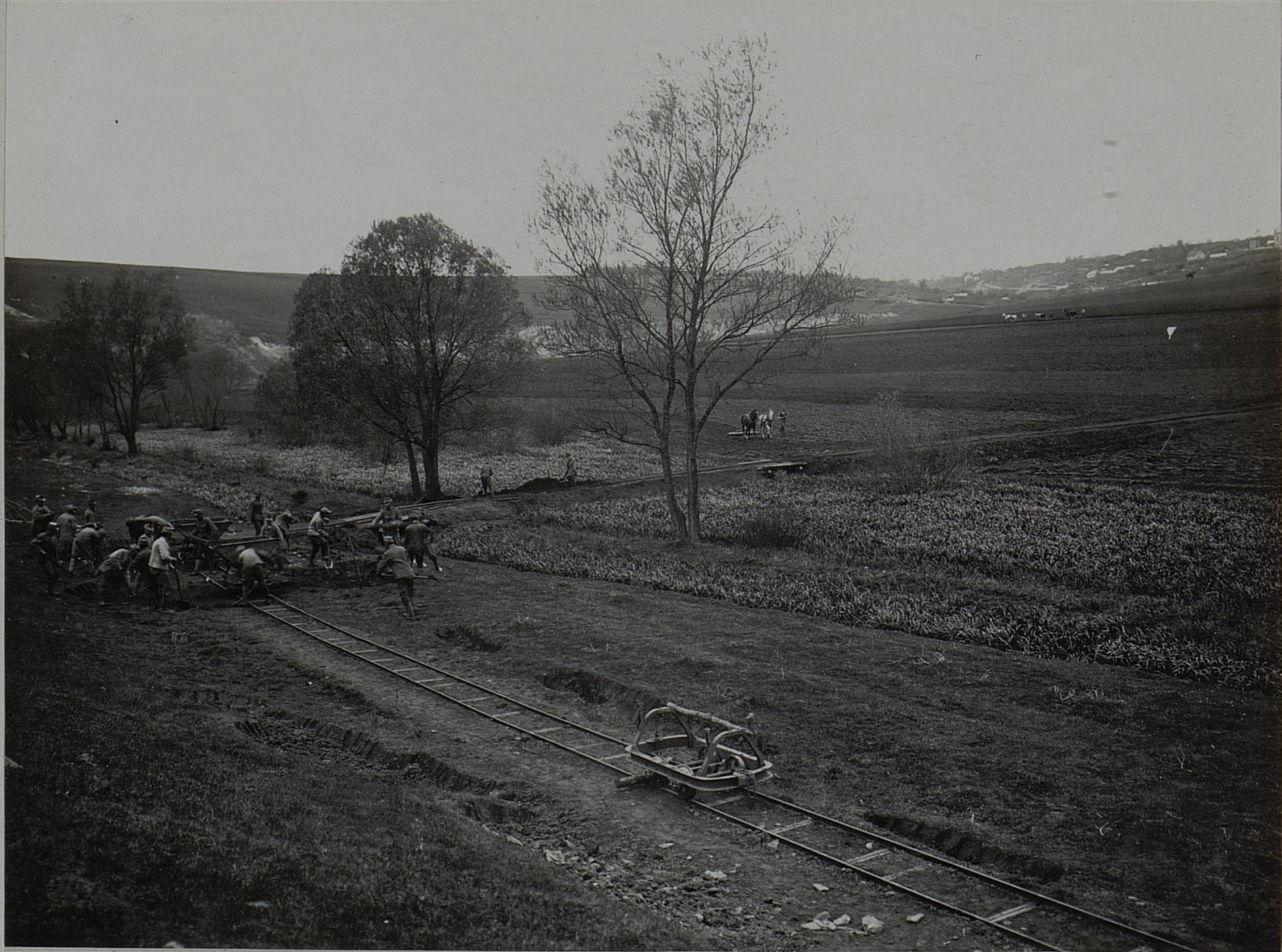
Bau einer Feldbahn, Arbeiterabteilung 17/2
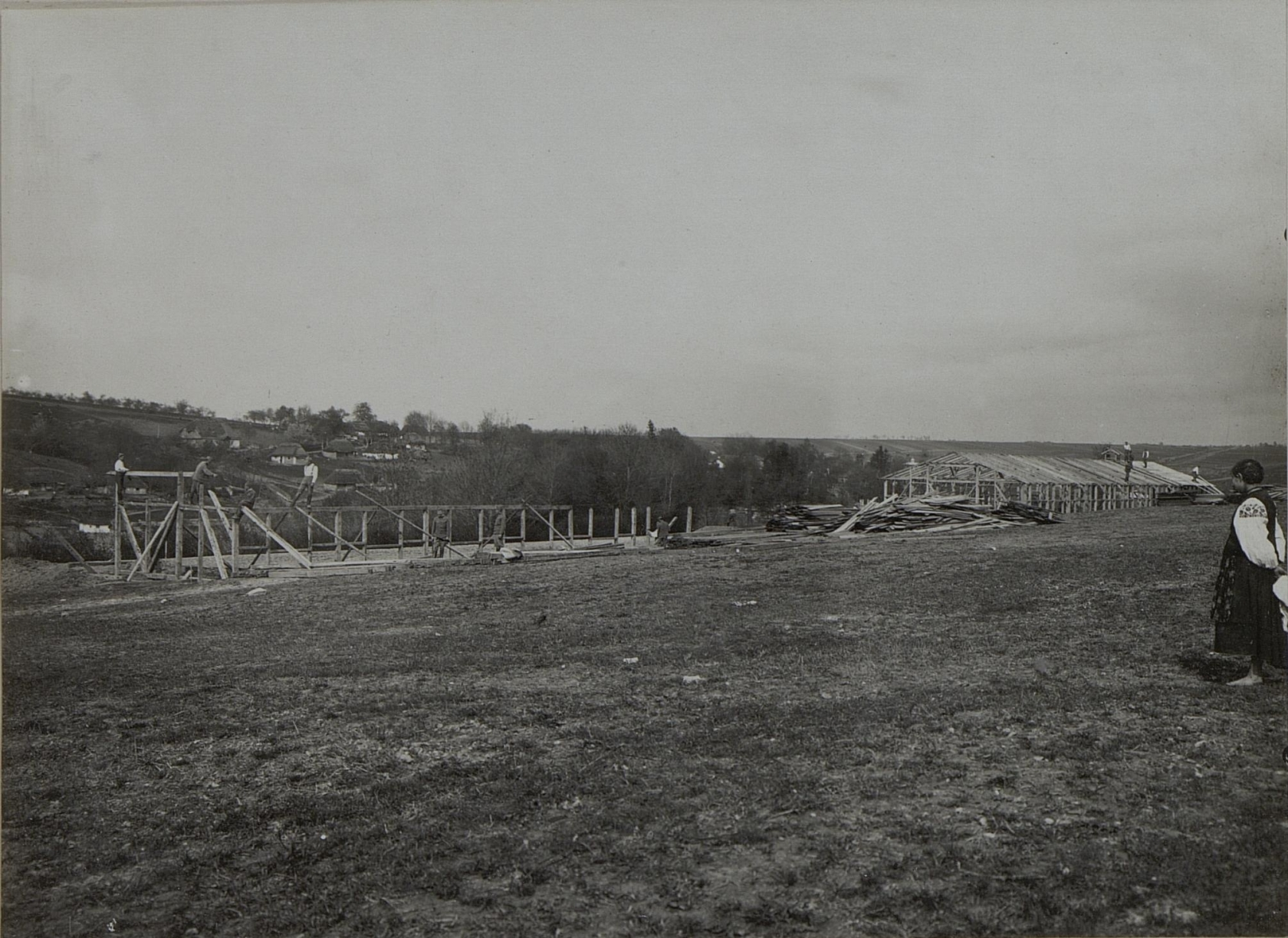
Spitalsbarackenbau

## Söhne und Töchter der Ortschaft
- Iwan Kulyk (* 1979), Bischof der ukrainisch griechisch-katholischen Kirche